# Ніколас (герцог Онгерманландський)
Ніколас Пауль Густав, Принц Швеції, Герцог Онгерманландський (швед. H.K.H. Prins Nicolas Paul Gustaf, hertig av Ångermanland; англ. Prince Nicolas of Sweden, Duke of Angermanland; *15 червня 2015 р., м. Стокгольм) — принц Швеції, герцог Онгерманланду, друга дитина шведської принцеси Мадлен, герцогині Гельсінґландської й Ґестрікландської, та її чоловіка Крістофера О'Ніла; онук правлячого короля Швеції Карла XVI Густава та його дружини королеви Сільвії.
Ім'я й титул принца Ніколаса оголосив його дід, король Карл XVI Густав, на засіданні ради міністрів 17 червня 2015 року. На наступний день 18 червня, у каплиці Королівського палацу «Дроттнінгхольм» у Стокгольмі був відслужений подячний молебень «Te Deum». Відомо, що друге і третє ім'я принца (Пауль і Густав) надані на честь дідусів Ніколаса — короля Карла XVI Густава і Пола Цезаріо О'Ніла (батька Крістофера О'Ніла).
Був охрещений 11 жовтня 2015 року. По хрещенню проголошений кавалером королівського ордену Серафимів.

Силою закону щодо рівної прімогенітуру, що діє в Швеції з 1980 року, Його Королівська Високість Ніколас займав дев'яту позицію у черзі спадкування шведського Престолу (після кронпринцеси Вікторії, принцеси Естель, принца Оскара, принца Карла Філіпа, синів Карла Філіпа принців Александра і Габріеля, своєї матері принцеси Мадлен і старшої сестри принцеси Леонор). 

З 7 жовтня 2019 року згідно комюніке про зміни в шведському королівському домі принц Ніколас втратив звання Його Королівська Високість; титули принца та герцога Онгерманландського, які йому надав король за ним зберігаються. Надалі він не буде виконувати королівські обов'язки.

## Нагороди
- кавалер Ордену Карла XIII згідно права народження, у 2015 році.
- кавалер ордену Серафимів згідно права народження, у 2015 році.